# Gran Premio di Gran Bretagna 2025
Il Gran Premio di Gran Bretagna 2025 è stata la dodicesima prova della stagione 2025 del campionato mondiale di Formula 1. La gara si è tenuta domenica 6 luglio sul circuito di Silverstone ed è stata vinta dal britannico Lando Norris su McLaren-Mercedes, all'ottavo successo in carriera; Norris ha preceduto all'arrivo il suo compagno di squadra, l'australiano Oscar Piastri, e il tedesco Nico Hülkenberg su Kick Sauber-Ferrari.
All'intero weekend di gara hanno assistito 500 000 spettatori, nuovo record per il Gran Premio di Gran Bretagna sul circuito di Silverstone. È anche il secondo dato più alto della storia della Formula 1, dietro al Gran Premio d'Australia 1995, corso ad Adelaide, con 520 000 spettatori.

## Vigilia

### Aspetti tecnici
Per questo Gran Premio la Pirelli, fornitore unico degli pneumatici, offre la scelta tra gomme di mescola C2, C3 e C4, la seconda tipologia di mescole più dure dell'intera gamma di coperture messe a disposizione dall'azienda italiana. La terna di pneumatici, il quale rappresenta uno step più morbido rispetto all'edizione precedente, viene stabilita per la prima volta per il Gran Premio di Gran Bretagna, e per la seconda volta in stagione dopo il Gran Premio di Cina. La scelta delle gomme della Pirelli è quella di offrire un più ampio ventaglio di opzioni strategiche per la gara.
La Federazione stabilisce le due tradizionali zone dove può essere utilizzato il Drag Reduction System. La prima è collocata tra la curva 5 e la curva 6, con detection point fissato prima della curva 3. La seconda zona è posta tra la curva 14 e la curva 15, con punto per le determinazione del distacco fra piloti stabilito alla curva 11. Il circuito di Silverstone, durante la sola edizione 2018 della gara, fu uno dei pochi circuiti in calendario a figurare tre zone per l'utilizzo dell'alettone mobile posteriore. La zona aggiuntiva fu posta sul rettilineo principale di partenza.
Dopo il precedente Gran Premio d'Austria, tra le prime dieci vetture classificate è stata sorteggiata per le verifiche tecniche la Racing Bulls del sesto classificato, il neozelandese Liam Lawson. Le ispezioni hanno riguardato i gruppi frizione e il sensore di coppia di quest'ultimi. Tutti gli elementi ispezionati sono risultati essere conformi al regolamento tecnico.
Rispetto all'edizione del 2024, il circuito è oggetto di modifiche. Il cordolo nella via di fuga della curva 1 sul lato sinistro è stato rimosso. Il materiale nella trappola di ghiaia all'uscita della curva 18 è stato cambiato con una varietà più leggera. Il cordolo di salsiccia alla stessa curva è stato rimosso. Un elemento di cordolo rosso all'apice delle curve 1 e 7 è stato sostituito da un elemento di cordolo piatto, così come due elementi di cordolo rosso all'apice della curva 6, e tre all'apice della curva 9.
La Federazione stabilisce che qualsiasi pilota che non percorre correttamente l'uscita della curva 18 vede il tempo sul giro e immediatamente quello successivo invalidato dai commissari sportivi.

### Aspetti sportivi
Il Gran Premio rappresenta il dodicesimo appuntamento della stagione a distanza di una settimana dall'undicesima prova col Gran Premio d'Austria. Per la sesta volta in stagione, il calendario prevede una prova a distanza di una settimana dall'altra. Il mondiale disputa il quinto appuntamento dell'anno in Europa, e il secondo consecutivo. Il Gran Premio di Gran Bretagna è la prima di due prove programmate a luglio e si disputa in questo mese ininterrottamente dall'edizione 2021, oltre a essere, come nel 2024, la dodicesima prova dell'anno e quella che chiude il girone d'andata del campionato. La gara britannica è seguita da una pausa di tre settimane prima del successivo Gran Premio del Belgio. Il campionato disputa un appuntamento sulla tipologia di tracciato permanente per la quarta gara di fila. Il contratto per l'inserimento della gara nel calendario mondiale, sempre sul circuito di Silverstone, è stato rinnovato nel mese di febbraio 2024 fino alla stagione 2034. Il Gran Premio è sponsorizzato per la seconda edizione consecutiva dalla compagnia aerea di bandiera Qatar Airways.
Il Gran Premio di Gran Bretagna vede la disputa dell'ottantesima edizione, la settantaseiesima valida per il campionato mondiale di Formula 1 e la cinquantanovesima sul circuito di Silverstone, dove il 13 maggio 1950 fu organizzata sulla pista ricavata all’interno di un aeroporto militare allestito durante la seconda guerra mondiale il primo Gran Premio valido per il campionato mondiale piloti. Sulla pista britannica, una delle più lunghe del calendario e caratterizzata dalla sequenza di curve Maggotts-Becketts-Chapel che prevede rapidi cambi di direzione ad alta velocità, si sono disputati cinquantanove Gran Premi – soltanto a Monza (74) e a Monte Carlo (71) si è corso più volte – ed è rimasta sostanzialmente immutata dalle origini. Il Gran Premio di Gran Bretagna, insieme a quello d'Italia, sono le sole gare sempre presenti nel calendario iridato. La corsa è stata disputata anche sui tracciati di Aintree (cinque edizioni) e Brands Hatch (12), mentre a Silverstone si svolse anche il Gran Premio del 70º Anniversario della categoria nella stagione 2020 condizionata dalla pandemia di COVID-19. La Gran Bretagna è il Paese che ha dato più piloti alla Formula 1 (179), con 1 120 gare che hanno visto la presenza di almeno un pilota britannico. Sono stati ottenuti venti titoli piloti attraverso questa nazionalità, con 320 vittorie, 308 pole position, 788 podi e 282 giri più veloci.
Dopo l'undicesima gara del campionato, l'australiano Oscar Piastri della McLaren conduce la classifica piloti con 216 punti, 15 davanti al compagno di scuderia, il britannico Lando Norris, secondo, e 61 di margine dall'olandese Max Verstappen della Red Bull Racing. In classifica costruttori, la McLaren comanda la graduatoria con 417 punti, seguita dalla Ferrari con 210 e della Mercedes con 209. L'italiano Andrea Kimi Antonelli della Mercedes è penalizzato di tre posizioni sulla griglia di partenza per aver causato una collisione con Verstappen nel precedente Gran Premio d'Austria. La Racing Bulls e la McLaren corrono con una speciale livrea.
Due giovani piloti prendono parte alla prima sessione di prove libere del venerdì secondo l'obbligo per ogni scuderia di schierare, durante alcune sessioni di prove libere nel corso della stagione, un giovane pilota che ha corso nella sua carriera un massimo di due gare in Formula 1. Per questo campionato la normativa viene aumentata da una volta per ciascuna vettura a due volte. Il britannico Arvid Lindblad (numero 36) prende il posto del giapponese Yūki Tsunoda alla Red Bull Racing e l'estone Paul Aron (97) quello del tedesco Nico Hülkenberg alla Sauber. Per entrambi è il debutto in una sessione ufficiale di un Gran Premio di Formula 1.
L'ex pilota di Formula 1 Vitantonio Liuzzi è nominato commissario aggiunto. L'italiano ha svolto in passato, in diverse occasioni, tale funzione, l'ultima nel Gran Premio di Spagna. Liuzzi fu designato commissario aggiunto anche nell'edizione del 2019. È la casa automobilistica tedesca Mercedes a fornire la safety car e la medical car, come nel precedente Gran Premio d'Austria.

## Prove

### Resoconto
Prima dell'inizio della prima sessione di prove libere del venerdì, la terza unità relativa al motore a combustione interna viene installata sulla vettura di Oscar Piastri, Lando Norris, Max Verstappen, Lance Stroll, Isack Hadjar, Nico Hülkenberg e Gabriel Bortoleto. La quarta unità dello stesso componente viene installata sulla vettura di Charles Leclerc, Lewis Hamilton, Yūki Tsunoda, George Russell, Andrea Kimi Antonelli, Fernando Alonso e Oliver Bearman. La terza unità relativa al turbocompressore viene installata sulla vettura di Piastri, Norris, Stroll, Hadjar, Hülkenberg e Bortoleto. La quarta unità dello stesso componente viene installata sulla vettura di Leclerc, Hamilton, Tsunoda, Russell, Antonelli, Alonso e Bearman. La terza unità relativa all'MGU-H viene installata sulla vettura di Piastri, Norris, Stroll, Hadjar, Hülkenberg e Bortoleto. La quarta unità dello stesso componente viene installata sulla vettura di Leclerc, Hamilton, Tsunoda, Russell, Antonelli, Alonso e Bearman. La terza unità relativa all'MGU-K viene installata sulla vettura di Piastri, Norris, Verstappen, Stroll, Hadjar, Hülkenberg e Bortoleto. La quarta unità dello stesso componente viene installata sulla vettura di Leclerc, Hamilton, Tsunoda, Russell, Antonelli, Alonso e Bearman. La seconda unità relativa al sistema di recupero dell'energia viene installa sulla vettura di Leclerc, Hamilton, Stroll e Carlos Sainz Jr.. La seconda unità relativa alla centralina viene installata sulla vettura di Stroll e Sainz. La terza unità relativa all'impianto di scarico viene installata sulla vettura di Piastri, Stroll, Hülkenberg e Bortoleto. La quinta unità dello stesso componente viene installata sulla vettura di Leclerc, Hamilton, Verstappen, Bearman e Hadjar. La sesta unità dello stesso componente viene installata sulla vettura di Tsunoda e Liam Lawson. Tutti i piloti non sono penalizzati sulla griglia di partenza in quanto i nuovi componenti installati rientrano tra quelli utilizzabili nel numero massimo stabilito dal regolamento tecnico.
Al termine della seconda sessione, Carlos Sainz Jr. viene convocato dai commissari sportivi per aver guidato in modo potenzialmente pericoloso per gli altri piloti. Il pilota spagnolo della Williams riceve un avvertimento.
Nella nottata del venerdì la Williams rompe il coprifuoco per consentire ai meccanici le operazioni da completare sulle vetture. La scuderia britannica non riceve sanzioni in quanto è la prima di due operazioni concesse per la durata del campionato secondo il regolamento sportivo.
Prima dell'inizio della terza sessione di prove libere del sabato, sulla vettura di Alexander Albon e Carlos Sainz Jr. viene installata la terza unità relativa al motore a combustione interna, al turbocompressore, all'MGU-H, all'MGU-K e all'impianto di scarico. Sulla vettura di Lando Norris viene installata la seconda relativa relativa al sistema di recupero dell'energia e alla centralina. Tutti e tre i piloti non sono penalizzati sulla griglia di partenza in quanto i nuovi componenti installati rientrano tra quelli utilizzabili nel numero massimo stabilito dal regolamento tecnico.
Al termine della sessione, Oliver Bearman viene convocato dai commissari sportivi per non aver rispettato il regime di bandiera rossa. Il pilota britannico della Haas viene penalizzato di dieci posizioni sulla griglia di partenza e di quattro punti sulla superlicenza.

### Risultati
Nella prima sessione del venerdì si è avuta questa situazione:
| Pos | Nº | Pilota         | Costruttore      | Tempo    | Gap    | Giri |
| --- | -- | -------------- | ---------------- | -------- | ------ | ---- |
| 1   | 44 | Lewis Hamilton | Ferrari          | 1'26"892 |        | 26   |
| 2   | 4  | Lando Norris   | McLaren-Mercedes | 1'26"915 | +0"023 | 26   |
| 3   | 81 | Oscar Piastri  | McLaren-Mercedes | 1'27"042 | +0"150 | 28   |

Nella seconda sessione del venerdì si è avuta questa situazione:
| Pos | Nº | Pilota          | Costruttore      | Tempo    | Gap    | Giri |
| --- | -- | --------------- | ---------------- | -------- | ------ | ---- |
| 1   | 4  | Lando Norris    | McLaren-Mercedes | 1'25"816 |        | 26   |
| 2   | 16 | Charles Leclerc | Ferrari          | 1'26"038 | +0"222 | 29   |
| 3   | 44 | Lewis Hamilton  | Ferrari          | 1'26"117 | +0"301 | 29   |

Nella sessione del sabato si è avuta questa situazione:
| Pos | Nº | Pilota          | Costruttore                | Tempo    | Gap    | Giri |
| --- | -- | --------------- | -------------------------- | -------- | ------ | ---- |
| 1   | 16 | Charles Leclerc | Ferrari                    | 1'25"498 |        | 14   |
| 2   | 81 | Oscar Piastri   | McLaren-Mercedes           | 1'25"566 | +0"068 | 14   |
| 3   | 1  | Max Verstappen  | Red Bull Racing-Honda RBPT | 1'25"585 | +0"087 | 14   |

## Qualifiche

### Resoconto
Max Verstappen conquista la quarantaquattresima pole position in carriera, la quarta del campionato e la prima dal Gran Premio di Miami. Per il campione del mondo è la terza partenza al palo nel Gran Premio di Gran Bretagna. Per la Red Bull Racing è la centosettesima partenza in prima posizione della storia, la quarta della stagione, la sesta complessiva in questo appuntamento, e la prima dopo quella dell'edizione 2023 proprio con Verstappen. Piastri è secondo in griglia, alla tredicesima prima fila in carriera, e la settima del campionato. L'australiano diventa il primo compagno di squadra a qualificarsi davanti a Norris, terzo per la seconda edizione consecutiva, sul circuito di Silverstone, in otto partecipazioni di quest'ultimo.
Russell si qualifica quarto, per l'ottava volta in stagione tra le prime quattro posizioni. Quinto, Hamilton si qualifica davanti al compagno Leclerc per la terza volta nelle ultime quattro gare. Il britannico ha vinto per due volte questa gara quando si è qualificato fuori dalle prime tre posizioni, nelle edizioni del 2008 e 2014. L'ottavo tempo più rapido è il miglior risultato di Bearman in qualifica non considerando la penalità. Alonso raggiunge il Q3 per la quinta volta nelle ultime sei gare. Gasly parte ottavo ed è qualificato al Q3 per la settima volta in campionato; il francese è partito da una posizione migliore solamente per una volta in stagione, nel Gran Premio del Bahrein. La Williams non si qualifica all'ultima fase delle qualifiche per la prima volta dall'edizione 2020, ma Sainz parte nei primi dieci per la prima volta dal Gran Premio dell'Emilia-Romagna per via delle penalità di Antonelli e Bearman. Tsunoda è dodicesimo, alla migliore qualifica sul tracciato britannico. Hadjar riesce a qualificarsi al Q2, mantenendo attiva la sua striscia di non essere mai stato eliminato in Q1 in stagione. Ocon è quindicesimo, senza che il francese ha raggiunto la Q3 dell'edizione 2020. Dopo aver raggiunto la fase decisiva delle qualifiche nel precedente Gran Premio d'Austria, Lawson e Bortoleto sono eliminati in Q1. Hülkenberg è eliminato in Q1 per l'ottava volta in campionato. Entrambe le Sauber sono eliminate nella prima fase per la terza volta nel 2025. Stroll è diciottesimo per la sua terza eliminazione di fila in Q1. Colapinto è ultimo per la sua terza eliminazione in sei gare con l'Alpine, come il suo predecessore Jack Doohan.
Verstappen ottiene la settantanovesima prima fila, la sesta del campionato e la quarta di sempre nel Gran Premio di Gran Bretagna. L'olandese eguaglia il numero delle pole position del 2025 di Piastri e di quelle del record di Sebastian Vettel con la Red Bull Racing. La scuderia austriaca pareggia il numero delle partenze al palo della Lotus nella storia del mondiale, al quinto posto di sempre. Verstappen e Piastri condividono la prima fila per la quarta volta, e in quest'ordine per la seconda volta in stagione dopo il Gran Premio d'Arabia Saudita. Per la terza volta l'olandese è in prima posizione con l'australiano secondo. 0"688 è stato il margine tra la prima e la diciannovesima posizione nel Q1, poco più del record di 0"593 registrato nel Gran Premio d'Austria 2024.
Yūki Tsunoda (terzo giro in Q1), Andrea Kimi Antonelli (quarto giro in Q1), Oscar Piastri (quinto e ottavo giro in Q1), Isack Hadjar (quinto giro in Q1), Alexander Albon (ottavo giro in Q1) e nuovamente Antonelli (tredicesimo giro in Q2) non ricevono sanzioni da parte dei commissari sportivi, per non aver rispettato le istruzioni stabilite dalla direzione gara. Tutti i piloti hanno superato il tempo limite di un minuto e trentasei secondi valevole tra la seconda linea della safety car e la prima di essa.

### Risultati
Nella sessione di qualifica si è avuta questa situazione:
| Pos                         | Nº | Pilota                | Costruttore                  | Q1       | Q2       | Q3       | Griglia |
| --------------------------- | -- | --------------------- | ---------------------------- | -------- | -------- | -------- | ------- |
| 1                           | 1  | Max Verstappen        | Red Bull Racing-Honda RBPT   | 1'25"886 | 1'25"316 | 1'24"892 | 1       |
| 2                           | 81 | Oscar Piastri         | McLaren-Mercedes             | 1'25"963 | 1'25"316 | 1'24"995 | 2       |
| 3                           | 4  | Lando Norris          | McLaren-Mercedes             | 1'26"123 | 1'25"231 | 1'25"010 | 3       |
| 4                           | 63 | George Russell        | Mercedes                     | 1'26"236 | 1'25"637 | 1'25"029 | 4       |
| 5                           | 44 | Lewis Hamilton        | Ferrari                      | 1'26"296 | 1'25"084 | 1'25"095 | 5       |
| 6                           | 16 | Charles Leclerc       | Ferrari                      | 1'26"186 | 1'25"133 | 1'25"121 | 6       |
| 7                           | 12 | Andrea Kimi Antonelli | Mercedes                     | 1'26"265 | 1'25"620 | 1'25"374 | 10      |
| 8                           | 87 | Oliver Bearman        | Haas-Ferrari                 | 1'26"005 | 1'25"534 | 1'25"471 | 18      |
| 9                           | 14 | Fernando Alonso       | Aston Martin Aramco-Mercedes | 1'26"108 | 1'25"593 | 1'25"621 | 7       |
| 10                          | 10 | Pierre Gasly          | Alpine-Renault               | 1'26"328 | 1'25"711 | 1'25"785 | 8       |
| 11                          | 55 | Carlos Sainz Jr.      | Williams-Mercedes            | 1'26"175 | 1'25"746 | N.D.     | 9       |
| 12                          | 22 | Yūki Tsunoda          | Red Bull Racing-Honda RBPT   | 1'26"275 | 1'25"826 | N.D.     | 11      |
| 13                          | 6  | Isack Hadjar          | Racing Bulls-Honda RBPT      | 1'26"177 | 1'25"864 | N.D.     | 12      |
| 14                          | 23 | Alexander Albon       | Williams-Mercedes            | 1'26"093 | 1'25"889 | N.D.     | 13      |
| 15                          | 31 | Esteban Ocon          | Haas-Ferrari                 | 1'26"136 | 1'25"950 | N.D.     | 14      |
| 16                          | 30 | Liam Lawson           | Racing Bulls-Honda RBPT      | 1'26"440 | N.D.     | N.D.     | 15      |
| 17                          | 5  | Gabriel Bortoleto     | Kick Sauber-Ferrari          | 1'26"446 | N.D.     | N.D.     | 16      |
| 18                          | 18 | Lance Stroll          | Aston Martin Aramco-Mercedes | 1'26"504 | N.D.     | N.D.     | 17      |
| 19                          | 27 | Nico Hülkenberg       | Kick Sauber-Ferrari          | 1'26"574 | N.D.     | N.D.     | 19      |
| 20                          | 43 | Franco Colapinto      | Alpine-Renault               | 1'27"060 | N.D.     | N.D.     | PL      |
| Tempo limite 107%: 1'31"898 |    |                       |                              |          |          |          |         |

In grassetto sono indicate le migliori prestazioni in Q1, Q2 e Q3.

## Gara

### Resoconto

Nico Hülkenberg ottiene a Silverstone il primo podio in carriera dopo 239 gare, record per il maggior numero di corse prima di arrivare tra i primi tre, superando il precedente primato di Carlos Sainz Jr..

Prima della gara, sulla vettura di Franco Colapinto viene installata la quinta unità relativa al motore a combustione interna, al turbocompressore, all'MGU-H e all'MGU-K, la terza unità relativa al sistema di recupero dell'energia e alla centralina, e la sesta unità relativa all'impianto di scarico. Il pilota argentino dell'Alpine, qualificatosi in ventesima posizione, parte dalla pit lane in quanto i nuovi componenti della power unit sono stati installati sotto il regime di parco chiuso senza l'approvazione del delegato tecnico della Federazione.
Lando Norris vince l'ottavo Gran Premio in carriera, la quarta gara stagionale e la seconda consecutiva. Per la McLaren è la centonovantottesima vittoria della propria storia, la nona del campionato e la seconda consecutiva, la quindicesima complessiva nel Gran Premio di Gran Bretagna, e la prima da quella dell'edizione 2008 con Hamilton. Per Piastri, secondo, è il ventesimo podio della carriera. L'australiano termina per la prima volta dietro al compagno Norris per il secondo weekend di gara consecutivo. Hülkenberg ottiene il primo podio in carriera.
Con la quarta posizione, Hamilton eguaglia il miglior risultato in un Gran Premio con la Ferrari per la seconda gara di fila. Il britannico pone fine alla serie di dodici podi consecutivi a Silverstone, la serie più lunga di sempre per un pilota su qualsiasi circuito. Sesto, per Gasly è il miglior risultato stagionale, mentre per Stroll, settimo, è il primo arrivo nei primi otto dal Gran Premio d'Australia, gara inaugurale. Il canadese ha percorso i suoi primi giri sul podio per la prima volta dal 2023. Albon ottiene punti nel Gran Premio di Gran Bretagna per la terza edizione consecutiva, mentre Alonso termina a punti per la quarta gara di fila, e per la sesta volta consecutiva in questo appuntamento. L'Aston Martin ottiene punti con entrambe le vetture per la prima volta in campionato. La Mercedes manca il podio in questa gara per la prima volta dall'edizione 2012. Leclerc termina fuori dai punti per la prima volta in stagione, mentre Tsunoda è l'ultimo dei piloti classificati per la seconda gara di fila. Antonelli è ritirato per la quarta volte nelle ultime sei gare, mentre per Hadjar è il primo ritiro della carriera. Bortoleto e Lawson, dopo aver conquistato il miglior risultato in carriera nel precedente Gran Premio d'Austria, sono ritirati. Il ritiro del neozelandese è il primo nel corso del primo giro in un Gran Premio. Entrambe le Racing Bulls sono ritirate per la prima volta dal Gran Premio di Cina 2024.
Norris, al trentaseiesimo podio in carriera e il decimo del campionato, è il quarantaduesimo pilota differente a vincere il Gran Premio di Gran Bretagna e il trentatreesimo complessivo sul circuito di Silverstone. Egli è il secondo pilota britannico consecutivo a trionfare nel Regno Unito, il tredicesimo di sempre di questa nazionalità a vincere il Gran Premio di casa, e il primo alla guida della McLaren da Hamilton nell'edizione 2008. Norris è il quarto vincitore diverso nelle ultime quattro edizioni della gara. Per il britannico è l'ottavo successo in carriera in altrettanti Gran Premi e circuiti diversi, e trionfa per la prima volta in due gare consecutive. La McLaren estende a nove il numero di successi stagionali e segna la cinquantaquattresima doppietta della storia e la seconda in questo appuntamento, nonché la quinta del campionato e la seconda consecutiva, per il numero più alto di doppiette in questo secolo. Hülkenberg è il duecentodiciottesimo pilota a podio nella storia del mondiale, e il primo tedesco da Sebastian Vettel nel Gran Premio d'Azerbaigian 2021. Egli conquista il suo primo podio nella duecentotrentanovesima partenza in un Gran Premio, stabilendo un nuovo record per la più lunga attesa per un piazzamento nelle prime tre posizioni, superando il precedente primato di Sainz. Hülkenberg è il pilota più anziano a salire sul podio per la prima volta da George Follmer nel Gran Premio di Spagna 1973. Egli è partito diciannovesimo, la posizione di partenza più bassa mai registrata da un pilota sul podio nei trentadue anni di storia della Sauber. Prima di ottenere il podio, il tedesco aveva completato centosettantasette giri nelle prime tre posizioni nel corso della sua carriera. Per la scuderia elvetica, che ottiene il sesto posto nei costruttori, è il primo podio dal terzo posto di Kamui Kobayashi nel Gran Premio del Giappone 2012. Il costruttore, sotto la denominazione di Kick Sauber, diventa il sessantaduesimo team differente a podio nella storia della categoria.
Hülkenberg è premiato quale pilota del giorno per la terza volta fin dall'introduzione del riconoscimento nella stagione 2016. È stato il quarto più lento Gran Premio di Gran Bretagna sul circuito di Silverstone con la configurazione in uso dall'edizione 2011, corso alla media di 188,890 km/h. La corsa, condotta da tre piloti, viene vinta per la nona volta dalla terza posizione a Silverstone (15%). Il podio formato da Norris, Piastri e Hülkenberg è inedito nella storia del mondiale, per il settecentoquarantunesimo differente. Otto costruttori diversi figurano nelle posizioni a punti, il numero più alto in stagione insieme al Gran Premio di Spagna. Piastri conduce il mondiale con otto punti di margine sul compagno Norris. È stato il centocinquantesimo podio per l'Australia. Per la venticinquesima volta un pilota britannico vince a Silverstone in settantacinque anni della categoria.
Sono stati cancellati 15 tempi dai commissari sportivi ai piloti per non aver rispettato i limiti della pista, durante la gara. Si sono visti cancellare il tempo tre volte Charles Leclerc (curve 1, 12 e 9), Max Verstappen (curve 14, 2 e 1) e Lewis Hamilton (curve 6, 9 e 3), due volte Oliver Bearman (curve 1 e 9) e Oscar Piastri (curve 11 e 6), una volta Lando Norris e Carlos Sainz Jr. (curva 6).

### Risultati
I risultati del Gran Premio sono i seguenti:
| Pos | Nº | Pilota                | Costruttore                  | Giri | Tempo/Ritiro           | Griglia | Punti |
| --- | -- | --------------------- | ---------------------------- | ---- | ---------------------- | ------- | ----- |
| 1   | 4  | Lando Norris          | McLaren-Mercedes             | 52   | 1h37'15"735            | 3       | 25    |
| 2   | 81 | Oscar Piastri         | McLaren-Mercedes             | 52   | +6"812                 | 2       | 18    |
| 3   | 27 | Nico Hülkenberg       | Kick Sauber-Ferrari          | 52   | +34"742                | 19      | 15    |
| 4   | 44 | Lewis Hamilton        | Ferrari                      | 52   | +39"812                | 5       | 12    |
| 5   | 1  | Max Verstappen        | Red Bull Racing-Honda RBPT   | 52   | +56"781                | 1       | 10    |
| 6   | 10 | Pierre Gasly          | Alpine-Renault               | 52   | +59"857                | 8       | 8     |
| 7   | 18 | Lance Stroll          | Aston Martin Aramco-Mercedes | 52   | +1'00"603              | 17      | 6     |
| 8   | 23 | Alexander Albon       | Williams-Mercedes            | 52   | +1'04"135              | 13      | 4     |
| 9   | 14 | Fernando Alonso       | Aston Martin Aramco-Mercedes | 52   | +1'05"858              | 7       | 2     |
| 10  | 63 | George Russell        | Mercedes                     | 52   | +1'10"674              | 4       | 1     |
| 11  | 87 | Oliver Bearman        | Haas-Ferrari                 | 52   | +1'12"095              | 18      |       |
| 12  | 55 | Carlos Sainz Jr.      | Williams-Mercedes            | 52   | +1'16"592              | 9       |       |
| 13  | 31 | Esteban Ocon          | Haas-Ferrari                 | 52   | +1'17"301              | 14      |       |
| 14  | 16 | Charles Leclerc       | Ferrari                      | 52   | +1'24"477              | 6       |       |
| 15  | 22 | Yūki Tsunoda          | Red Bull Racing-Honda RBPT   | 51   | +1 giro                | 11      |       |
| Rit | 12 | Andrea Kimi Antonelli | Mercedes                     | 23   | Danni da incidente     | 10      |       |
| Rit | 6  | Isack Hadjar          | Racing Bulls-Honda RBPT      | 17   | Incidente              | 12      |       |
| Rit | 5  | Gabriel Bortoleto     | Kick Sauber-Ferrari          | 3    | Incidente              | 16      |       |
| Rit | 30 | Liam Lawson           | Racing Bulls-Honda RBPT      | 0    | Collisione con E. Ocon | 15      |       |
| NP  | 43 | Franco Colapinto      | Alpine-Renault               | 0    | Cambio                 | –       |       |

## Classifiche mondiali

### Piloti
| Pos | Pilota                | Punti |
| --- | --------------------- | ----- |
| 1   | Oscar Piastri         | 234   |
| 2   | Lando Norris          | 226   |
| 3   | Max Verstappen        | 165   |
| 4   | George Russell        | 147   |
| 5   | Charles Leclerc       | 119   |
| 6   | Lewis Hamilton        | 103   |
| 7   | Andrea Kimi Antonelli | 63    |
| 8   | Alexander Albon       | 46    |
| 9   | Nico Hülkenberg       | 37    |
| 10  | Esteban Ocon          | 23    |
| 11  | Isack Hadjar          | 21    |
| 12  | Lance Stroll          | 20    |
| 13  | Pierre Gasly          | 19    |
| 14  | Fernando Alonso       | 16    |
| 15  | Carlos Sainz Jr.      | 13    |
| 16  | Liam Lawson           | 12    |
| 17  | Yūki Tsunoda          | 10    |
| 18  | Oliver Bearman        | 6     |
| 19  | Gabriel Bortoleto     | 4     |

### Costruttori
| Pos | Costruttore                  | Punti |
| --- | ---------------------------- | ----- |
| 1   | McLaren-Mercedes             | 460   |
| 2   | Ferrari                      | 222   |
| 3   | Mercedes                     | 210   |
| 4   | Red Bull Racing-Honda RBPT   | 172   |
| 5   | Williams-Mercedes            | 59    |
| 6   | Kick Sauber-Ferrari          | 41    |
| 7   | Racing Bulls-Honda RBPT      | 36    |
| 8   | Aston Martin Aramco-Mercedes | 36    |
| 9   | Haas-Ferrari                 | 29    |
| 10  | Alpine-Renault               | 19    |

## Decisioni della FIA
Il pilota australiano della McLaren, Oscar Piastri, è stato penalizzato di dieci secondi sul tempo di gara e di due punti sulla superlicenza per una frenata irregolare sul rettilineo prima della curva 15 quando le luci della safety car erano spente. La penalità è stata scontata in gara durante una sosta ai box. Il pilota giapponese della Red Bull Racing, Yūki Tsunoda, è stato penalizzato di dieci secondi sul tempo di gara e di un punto sulla superlicenza per aver causato una collisione con il britannico Oliver Bearman della Haas. La penalità è stata scontata in gara durante una sosta ai box.
Al termine della gara, il francese Isack Hadjar della Racing Bulls e l'italiano Andrea Kimi Antonelli della Mercedes vengono convocati dai commissari sportivi per via di una collisione causata da Hadjar. Il francese non riceve sanzioni. I due piloti della Haas, il francese Esteban Ocon e Bearman, vengono convocati per via di una collisione tra i due alla curva 6. Entrambi non ricevono sanzioni.